# Fernando Plata
Fernando Plata (ur. 28 maja 1962 roku w Guadalajarze) – meksykański kierowca wyścigowy.

## Kariera
Plata rozpoczął karierę w wyścigach samochodowych w 1989 roku od startów w klasie B Brytyjskiej Formuły 3, gdzie dziewięciokrotnie stawał na podium, w tym ośmiokrotnie na jego najwyższym stopniu. Uzbierane 89 punktów pozwoliło mu zdobyć tytuł mistrzowski w klasie B. W tym samym roku był trż trzeci w Jewson Scotland Superprix. W późniejszych latach pojawiał się także w stawce Brytyjskiej Formuły 3000, Formuły 3000, Meksykańskiej Formuły 2, Meksykańskiej Formuły 3000, Indy Lights Panamericana, Ford Mustang Championship Mexico, Desafío Corona Cat. Stock Cars oraz NASCAR Mexico Series.
W Formule 3000 Meksykanin został zgłoszony do pięciu wyścigów w sezonie 1991 z brytyjską ekipą Roni Motorsport. Jednak nigdy nie zakwalifikował się do wyścigu.